# Королівська обіцянка
«Королівська обіцянка» (оригінальна назва — рос. Слово Оберона) — роман українських письменників Марини та Сергія Дяченків;  випущений видавництвом «Эксмо». Це друга книга циклу «Ключ від Королівства».

## Опис книги

### Україна
Така собі пересічна справа: п’ятьом принцесам знайти п’ять принців. Хіба що одна дещиця: Королівство — це новий світ у безмірі невідомого, і тут немає чужоземних принців. Просто немає.
Отже, виконати королівську обіцянку неможливо, а не виконати її — втратити Королівство. Чим і ким пожертвує маг дороги заради виконання королівської обіцянки?
Чим і ким пожертвує король Оберон — і заради чого, власне, ця жертва?
Чим і ким можеш пожертвувати ти?

### Росія
Обіцянки потрібно виконувати, навіть якщо це не можливо. Тим більше обіцянки королівські, адже від їхнього виконання залежить доля цілої країни. І знову учениця середньої школи, тринадцятилітня Лєна Ляпіна, бере у руки провірений посох Мага дороги і вирушає у дорогу — по страшну Відьмину печатку. А що робити? Адже людина відповідає не лише за себе, але і за тих, кого любить. Новий витвір Марини і Сергія Дяченків — продовження книги «Ключ від королівства», хоча доволі самостійне. Читача чекають неймовірні пригоди, живі фарби незвичайного світу — читання, від якого не зможе відірватися ні дитина, ні дорослий.

## Цікаві факти
- Переклад українською мовою вийшов швидше ніж оригінальною, російською (2005 і 2006 роки відповідно)[3].

## Рецензії
- Марина та Сергій Дяченки "Ключ від королівства" та "Королівська обіцянка" [Архівовано 19 серпня 2011 у Wayback Machine.] на сайті vj.net.ua — Процитовано 2 січня 2013

## Видання[3]
- 2005 рік — видавництво «Зелений пес». (укр.)
- 2006 рік — видавництво «Эксмо». (рос.)
- 2007 рік — видавництво «Эксмо». (рос.)
- 2008 рік — видавництво «Зелений пес». (укр.)
- 2009 рік — видавництво «Эксмо». (рос.)
- 2010 рік — видавництво «Эксмо». (рос.)

## Український переклад
Українською мовою був перекладений і опублікований 2005 року видавництвом «Зелений пес». Перевиданий був 2008 року тим самим видавництвом.